# Lychnuchoides frappenda
Lychnuchoides frappenda är en fjärilsart som beskrevs av Dyar 1920. Lychnuchoides frappenda ingår i släktet Lychnuchoides och familjen tjockhuvuden. Inga underarter finns listade i Catalogue of Life.